# Beji (Boyolangu)
Beji is een bestuurslaag in het regentschap Tulungagung van de provincie Oost-Java, Indonesië. Beji telt 6996 inwoners (volkstelling 2010).